# Leggenda della Bell'Alda
La leggenda della Bell'Alda (Auda in piemontese) è legata al monumento della Torre della Bell'Alda, parte del complesso della Sacra di San Michele, e a Sant'Ambrogio di Torino.

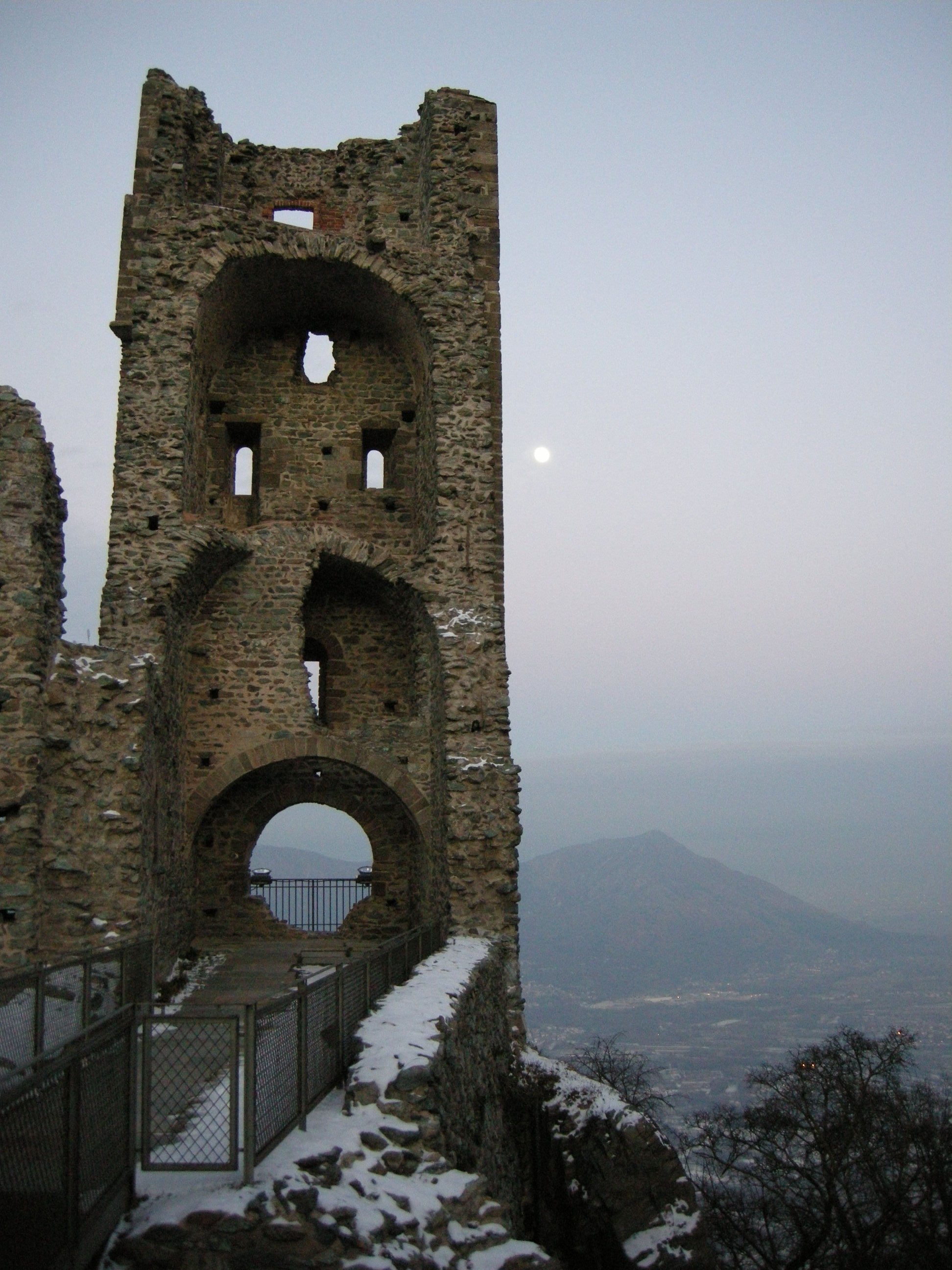
La torre della Bell'Alda

## Storia
Non si sa con certezza a quale periodo storico far risalire la leggenda. Secondo alcuni, l'ambientazione sarebbe da collocare durante il regno del Barbarossa; nel 1699 lo storico P. Gallizia scriveva in merito: «Tanto ci raccontavano i vecchi che erano coetanei ai tempi ne' quali ciò successe», lasciando intendere che gli eventi fossero a lui poco antecedenti.
In un periodo in cui la Valle di Susa era percorsa da mercenari e conquistatori dediti ad ogni sorta di razzia, la gente terrorizzata si rifugiava sul monte Pirchiriano, dove tutt'ora è sita la Sacra di San Michele. Durante una di queste incursioni, un gruppo considerevole di valligiani si rifugiò nel complesso religioso sperando di trovarvi protezione: tra di loro, vi era anche una giovane di nome Alda, tanto bella da essere chiamata La bell'Alda. Dopo aver saccheggiato le case dei villaggi a valle, i soldati si misero sulle tracce dei fuggiaschi, arrivando alla Sacra: qui saccheggiarono tutto il possibile, uccisero i monaci e gli sfollati e oltraggiarono le donne. 
Alda riuscì a sottrarsi alle violenze rifugiandosi nella torre che ancora oggi porta il suo nome: iniziò a pregare intensamente la Madonna e, quando i soldati la raggiunsero, raccomandò la sua anima alla Vergine gettandosi nel vuoto, piuttosto di finire tra le grinfie degli assalitori. La sua fede così viva la salvò: la Madonna mandò in suo soccorso due angeli che presero per mano Alda e l'accompagnarono nel volo, depositandola dolcemente a terra. 
Andati via i soldati, passata la paura e tornata la serenità, Alda iniziò a vantarsi dell'accaduto, ma nessuno dei paesani volle crederle. Allora Alda si infuriò per tanta incredulità e sfidò tutti riproponendo il salto nel vuoto. Tanta superbia, però, fu punita: lanciatasi di nuovo dal torrione, si sfracellò sulle rocce sottostanti,  tra lo sbigottimento degli astanti. Tale fu l'impatto, da lasciarne memoria nella cultura orale piemontese: un proverbio ne riverbera l'effetto, recitando «'l tòch pi gròss a l'é l'orija», ossia «il pezzo più grosso è l'orecchio».
A Sant'Ambrogio di Torino, accanto alla partenza della Via ferrata Carlo Giorda, è presente una croce in pietra risalente al 1726 - a sostituzione di una precedente in legno - denominata "Croce della bell'Alda", in ricordo del fatale salto di Alda.
Sempre in Piemonte, è attestata una simile leggenda legata al torrente Oropa: una fanciulla era insidiata da un dissoluto signorotto locale, per sfuggire al quale si lanciò nel vuoto ma fu aiutata dalla Vergine e sopravvisse; ritentò inorgoglita ma questa volta morì precipitando in un ruscello che da allora fu detto «aqua massà» (acqua ammazzata). Altra simile leggenda è legata a san Valeriano a Cumiana che, in preghiera sui Tre Denti, per fuggire ai Romani che lo braccavano spiccò un salto fino a una collina sottostante, rimanendo incolume.